# Ellen Hansell
Ellen Forde Hansell Allerdice (Filadélfia, 18 de setembro de 1869 - Pittsburgh, 11 de maio de 1937) foi uma tenista estadunidense, destacada no final do século XIX, sendo a primeira campeã do torneio feminino do US Championships, em 1887.
Seu nome foi incluso no International Tennis Hall of Fame em 1965.

## Torneios de Grand Slam

### Campeã em simples (1)
| Ano  | Torneio          | Oponente na final | Resultado |
| 1887 | US Championships | Laura Knight      | 6–1 6–0   |

### Finalista em simples (1)
| Ano  | Torneio          | Oponente na final | Resultado |
| 1888 | US Championships | Bertha Townsend   | 3-6 5-6   |